# Pseuduscana sola
Pseuduscana sola är en stekelart som beskrevs av Pinto 2006. Pseuduscana sola ingår i släktet Pseuduscana och familjen hårstrimsteklar. Inga underarter finns listade i Catalogue of Life.